# ブリティッシュコロンビア大学

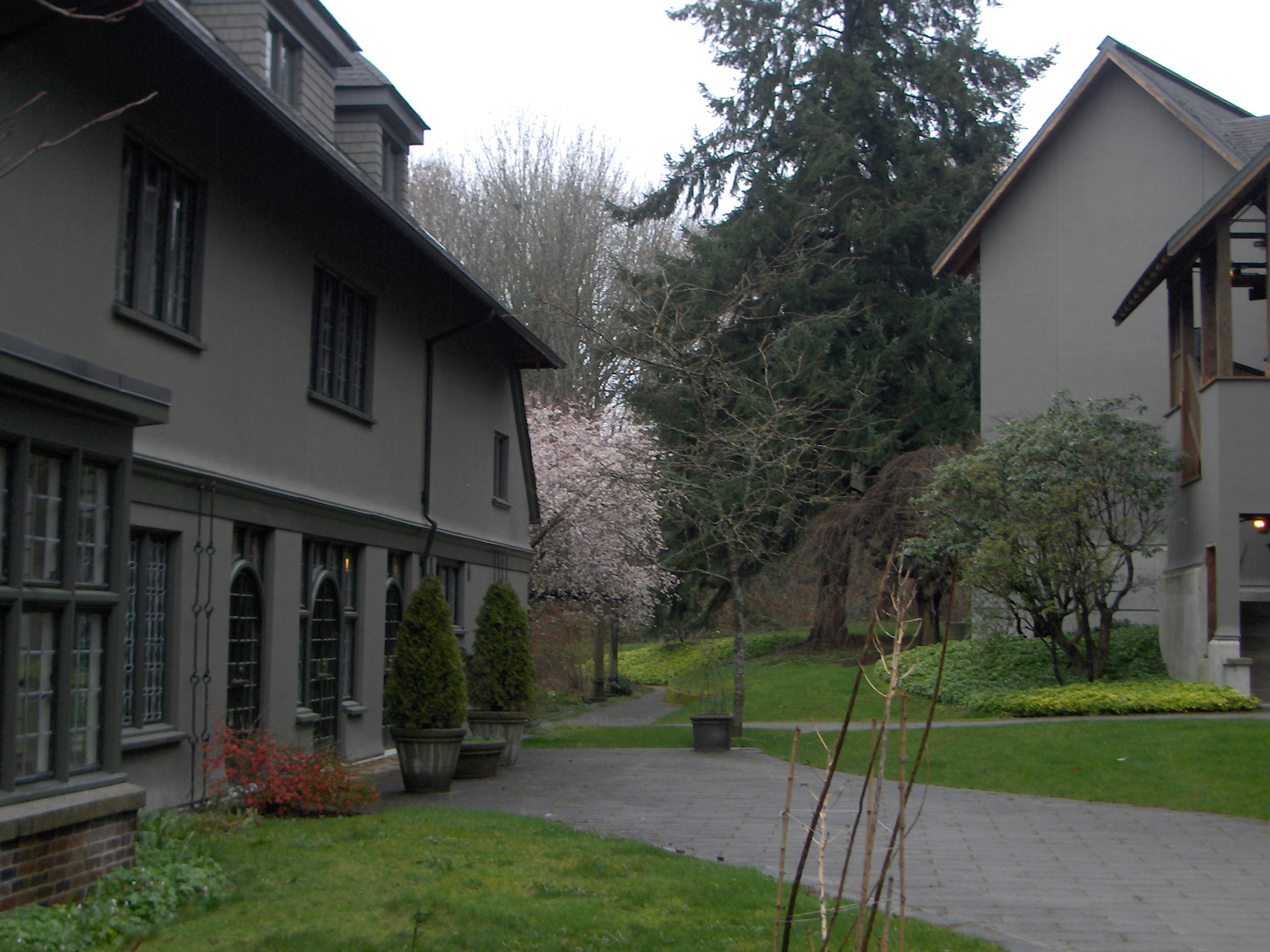
Green College

ブリティッシュコロンビア大学（ブリティッシュコロンビアだいがく、英語: The University of British Columbia、略称：UBC）は、カナダ・ブリティッシュコロンビア州が設置した公立大学。バンクーバー市西端、オカナガン地方のケロウナに所在する研究総合大学。1908年創立。カナダ屈指の名門大学。

## 概要
1908年にマギル大学の分校として設立され、1915年9月30日に独立した。学生数は学部生約4万人、大学院生約1万人、のべ5万人が学ぶ西部カナダ最大の研究総合大学。
大学の校訓は「Tuum est」（ラテン語、「あなたのもの、あなた次第」の意）。

### 評価
現、第29代カナダ首相ジャスティン・トルドーを始め、これまで4人のカナダ首相経験者が在校、さらに8人のノーベル賞受賞者を輩出している。また常に世界の公立大学でトップ20位、世界大学ランキングでも50位以内をキープするなど、国際的な知名度が高い。カナダ国内で最も入学基準が厳しい大学の一つである。
2023年度版のTimes Higher Education World University Rankingsの大学ランキングではカナダで2位、世界では40位にランクされた。
また、2022-2023年のU.S. News & World Report Best Global University Rankingのグローバルに活躍する大学ランキングではカナダで2位、世界では35位にランクされた。さらに2022年度のTimes Higher Education's 2022 global employability rankingの就職ランキングでは世界で36位にランクされた。
他にも森林科学や海洋学など、森と海に囲まれた大学という特性を利用し自然科学分野の研究でも有名。

### 提携校
日本の大学では、東京大学、一橋大学、東京外国語大学、大阪大学、早稲田大学、慶應義塾大学、千葉大学、上智大学、国際基督教大学、青山学院大学、武蔵大学、駒澤大学、関西学院大学、立命館大学などがブリティッシュコロンビア大学の交換留学の提携校にある。
多くの留学生を受け入れており、2008年末時点で合計約6千人の留学生が学ぶ（日本人留学生は学部に約300人、院に約50人）。
中でも、立命館大学からは毎年100人近くの交換留学生を迎えている。また、法政大学とは学術一般協定を締結しており、スポーツ交流等も行っている。

## 教育研究組織
| - Faculty of Applied Science（応用科学） - Faculty of Arts（文学） - Sauder School of Business（ビジネス・スクール） - Continuing Studies（生涯学習） - Faculty of Dentistry（歯学） - Faculty of Education（教育学） - Faculty of Forestry（森林科学） - College of Health Disciplines（医療） - College for Interdisciplinary Studies（学際研究） - Faculty of Land & Food Systems（資源・食糧システム） - Faculty of Law（法学） - Faculty of Medicine（医学） - Faculty of Pharmaceutical Sciences（薬学） - Faculty of Science（理学） - Faculty of Graduate Studies（大学院） - Affiliated theological College: Regent College, Vancouver school of theology, Cary theological college, St. Mark's college (附属神学大学院) - Faculty of Applied Science（応用科学） - School of Arts and Sciences（教養学部） - Faculty of Education（教育学） - School of Engineering（工学） - Faculty of Creative and Critical Studies（創作・批評） - Faculty of Health and Social Development（医療・福祉） - School of Health and Exercise Sciences（医療・健康科学） - School of Nursing（看護学） - School of Social Work（社会福祉学） - Faculty of Management（経営管理学） - College of Graduate Studies（大学院） |

## 施設

### キャンパス

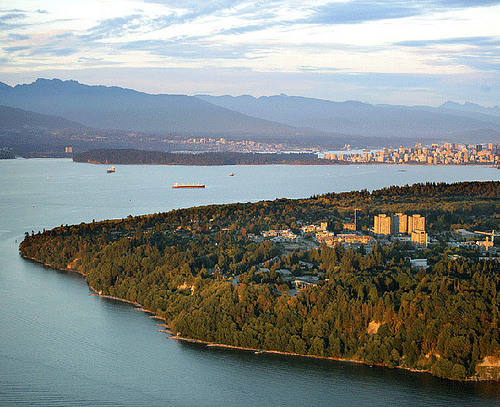
バンクーバーキャンパス

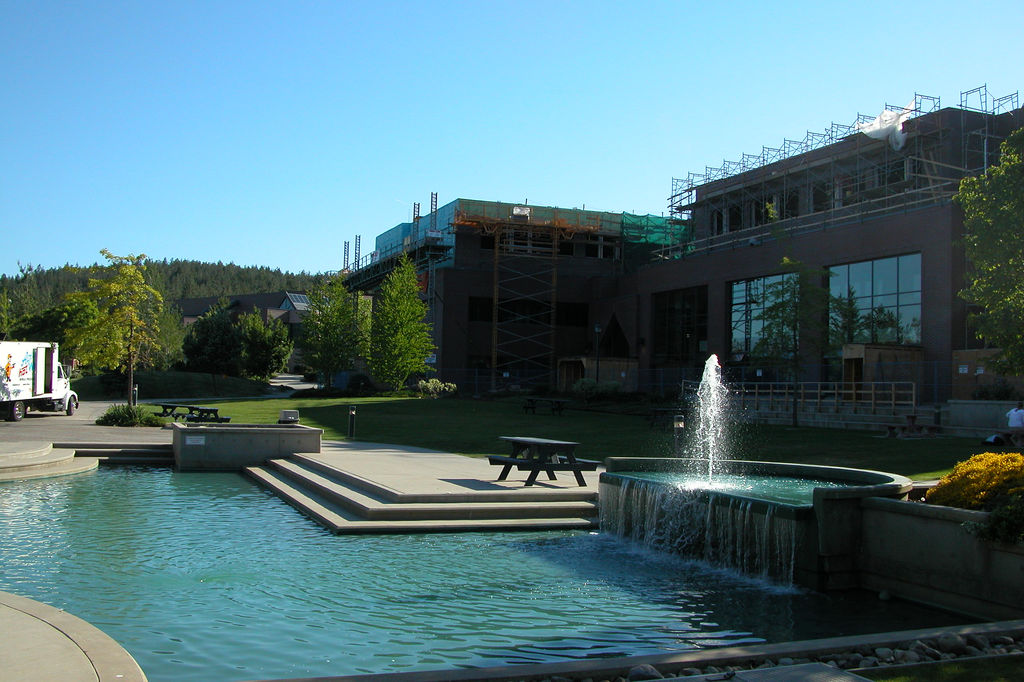
オカナガンキャンパス

ブリティッシュコロンビア州西部のバンクーバー（UBCV）、同州内陸部のオカナガン（UBCO）にキャンパスがある。

#### バンクーバー
バンクーバー（ポイントグレイ）キャンパスはバンクーバー市西端に位置する。車で市中心部より約20分。402ヘクタールの広大な敷地を持ち、およそ4万5千人が学ぶ。
キャンパス内のバラ園からは太平洋や山々を一望することができ、バンクーバーの観光名所のひとつとしても知られる。その敷地はユニヴァーシティ・エンドウメント・ランズとして州の特別管轄地であり、行政上はバンクーバー市の一部ではないが、通常生活ではバンクーバー市の一部として扱われ、住所もバンクーバーと表記されている。また、警察はバンクーバー市警ではなくRCMPが担当している。
- UBC人類学博物館：ハイダ族などのファースト・ネーション（北米の先住民族）の生活文化に焦点を当てた博物館。ビル・リードの「The Raven and the First Men」などの彫像やトーテム・ポールなどの展示がある。
- 新渡戸紀念庭園：1933年カナダ訪問中にビクトリアにて客死した新渡戸稲造を顕彰して作られた日本庭園。
- ELI（UBCイングリッシュ・ランゲージ・インスティチュート）留学生向けの英語の語学学校
- 立命館UBCハウス：UBC内にある立命館大学の施設で、カナダと日本の交換留学生のための寮。2人のカナダ人と2人の日本人留学生がペアになるのが一般的。施設内にはTATAMI ROOM があり生徒間でコミュニケーションがとれる場となっている。
- TRIUMF：サイクロトロン実験施設 (世界最大のサイクロトロンをもつ)
- チャン・センター・オブ・パフォーミング・アーツ：コンサートホール
- UBCサンダーバード・アリーナ（7,000人収容） - 2010年バンクーバーオリンピックのアイスホッケー会場。
- UBCアジア図書館：日本語をはじめ、アジア各国語の書籍を大量に所蔵。所蔵量はカナダ一。なお、両国国技館に似たこの図書館の建物は日本の大阪万博(1970年)でサンヨー館(三洋電機)として使われたものを移築したもの。
- UBC植物園
- 付属病院
- 附属神学大学・大学院：リージェントカレッジ（超教派・保守）、バンクーバー・スクール・オブ・セオロジー（超教派・リベラル）、ケアリー・セオロジカル・カレッジ（バプテスト）、セント・マークス・カレッジ（カトリック）

#### オカナガン
オカナガンキャンパスは、オカナガン地方のケロウナ市北東部に位置する。車で市中心部より約10分。209ヘクタールの敷地に約7千人の学生と約700人の院生が学ぶ。
2005年に設立され、2011年には設立当時と比べ学生数がおよそ3倍の8,300人まで増加し、増加する学生数を支えるため、複数の新しい寮や教育研究施設の急速拡張工事が4500万カナダドルをかけて行われた。
また、2011年には医学部が新たに設置された。

#### その他
- バンクーバー市中心部にはにバンクーバー校のサテライトキャンパス（UBCロブソン・スクエアと、バンクーバー総合病院内医学部施設）がある。
- UBC図書館：研究を目的とした図書館としてはカナダで2番目の蔵書量を誇る。

## スポーツ
通算67人に及ぶオリンピックメダリストを輩出している。さらにバンクーバーオリンピックでは、UBCサンダーバード・アリーナがアイスホッケーの会場として使用された。その他、女子水泳が強いことで知られ、国内決勝大会で16回優勝を経験した。
カナダ国内にある大学で唯一全米大学体育協会に所属しており、野球が盛んなことでも知られる。2002年のMLBドラフトでは、1巡目（全体9位）でジェフ・フランシスが指名されている。

## 人物

### 著名な研究者
- マイケル・スミス：化学者
- カール・ワイマン：物理学（2001年ノーベル物理学賞（米国コロラド大学在籍時））
- ダニエル・ポーリー：生物学者
- レジナルド・ゴリッジ：地理学者
- アショーク・アクルジュカル：サンスクリット文法学
- 飯田昭太郎：仏教学
- 永谷敬三：経済学
- 鶴田欣也：日本近代文学
- デヴィッド・スズキ：生物学者、CBCの科学番組キャスター
- 松井茂記：憲法学

### 著名な出身者
- ウィリアム・エイモス： 政治家。
- アルバート・バンデューラ： 心理学者。スタンフォード大学の心理学教授とアメリカ心理学会の会長を務めた。
- バートラム・ブロックハウス： 物理学者。中性子散乱技術の開発に関して1994年にノーベル物理学賞受賞。
- ロバート・マンデル： 経済学者。ユーロ構築への貢献、「ユーロの父」。1999年ノーベル経済学賞を単独受賞。
- ハー・ゴビンド・コラナ： 分子生物学者。ノーベル生理学・医学賞、アルバート・ラスカー基礎医学研究賞、ルイザ・グロス・ホロウィッツ賞、アメリカ国家科学賞受賞者。
- ヘンリー・マッキンネル： 製薬会社ファイザーの旧会長兼最高経営責任者。旭日大綬章受章者。
- ジョン・A・スワインソン： コンピュータ・アソシエイツ社旧最高経営責任者。
- ジョー・クラーク： 第16代カナダ首相。
- ジョン・ターナー： 第17代カナダ首相。
- キム・キャンベル： 第25代カナダ首相。
- ジャスティン・トルドー： 第29代カナダ首相。
- ベンジャミン・フルフォード： ジャーナリスト
- トニー・ブザン： 著述家、マインドマップの提唱者。
- カイル・マクドナルド： 「赤いペーパークリップ・プロジェクト」を始めた人物。
- エバンジェリン・リリー： カナダの女優
- マイケル・シャンクス： カナダの男優
- ジェフ・フランシス： カナダ出身のメジャーリーガー(投手)。カンザスシティ・ロイヤルズ所属。
- アリス・リン： 台湾の芸能人でミス・コンテスト優勝者
- アリー＆サリー： 双子のアイドル歌手
- 日下周一： 大阪で生まれ、カナダで基礎教育を経て、アメリカで活躍した中間子理論物理学者。
- 友井政利： 建築工学者、アメリカ針葉樹協議会元技術顧問。木造枠組壁構法（ツーバイフォー工法）の北米木造住宅研究の第一人者の一人。
- 奥山真司： 地政学者
- 伊藤公一朗： 経済学者、シカゴ大学公共政策大学院ハリススクール准教授
- 神事直人：経済学者、京都大学大学院経済学研究科教授、日本国際経済学会副会長
- 宮下マミ： バレーボール選手